# 680 a.C.
Il 680 a.C. (DCLXXX a.C. in numeri romani) è un anno  del VII secolo a.C.

## Eventi
Probabile fondazione di Akragas Jonicum, che alcuni studiosi identificano con Naro